# 283
Năm 283 là một năm trong lịch Julius. 